# Drăgănești (Galați)
Drăgănești is een Roemeense gemeente in het district Galați.
Drăgănești telt 6046 inwoners.